# Lijst van beelden in Ooststellingwerf
Dit is een (onvolledige) chronologische lijst van beelden in Ooststellingwerf. Onder een beeld wordt hier verstaan elk driedimensionaal kunstwerk in de openbare ruimte van de Nederlandse gemeente Ooststellingwerf, waarbij beeld wordt gebruikt als verzamelbegrip voor sculpturen, standbeelden, installaties, gedenktekens en overige beeldhouwwerken.
Voor een volledig overzicht van de beschikbare afbeeldingen zie: Beelden in Ooststellingwerf op Wikimedia Commons.
| Geplaatst | Omschrijving                                  | Kunstenaar                                             | Straat                                                     | Plaats      | Materiaal | Afbeelding                           |
| --------- | --------------------------------------------- | ------------------------------------------------------ | ---------------------------------------------------------- | ----------- | --- | ------------------------------------ |
| ?         | Gemeentewapen                                 |                                                        | Brink                                                      | Oosterwolde | steen |                                      |
| 1951      | Fallen for it heitelân                        | Jan van Luijn                                          | Bruglaan                                                   | Appelscha   | natuursteen | Fallen foar it Heitelân              |
| 1952      | Moeder met kind of Leentje leerde lotje lopen | Suze Boschma-Berkhout                                  | Rickingahof                                                | Oosterwolde | natuursteen | Suze Boschma-Berkhout,1952           |
| 1955      | Gedenksteen voor A.J.Lok                      | Nina Baanders-Kessler                                  | Veenwijkseweg 3, OBS Meester A. J. Lokschool               | Ravenswoud  | keramiek | Nina Baanders-Kessler,1955           |
| 1955      | Het Verzekeringswezen                         | Pieter Starreveld                                      | Heerenveenseweg 16                                         | Oldeberkoop | brons |                                      |
| 1958      | Ram                                           | Wladimir de Vries                                      | Weemeweg 14                                                | Oosterwolde | natuursteen |                                      |
| 1962      | Gemeentewapen                                 | Anno Smith                                             | Weemeweg                                                   | Oosterwolde | steen |                                      |
| 1962      | Meisje met bal                                | Chris Fokma                                            | Buttingasingel 10                                          | Oosterwolde | brons | Meisje met bal,oosterwolde           |
| 1962      | De Beer                                       | Klaas van Dijk                                         | Laweijstraat, Bredeschool "De Samensprong"                 | Haulerwijk  | brons | De Beer, Haulerwijk                  |
| 1964      | Het lammetje                                  | Klaas van Dijk                                         | Hoofdweg 31, Mr. K.J.Dijkstraschool                        | Elsloo      | brons | Het lammetje                         |
| 1966      | Meisje op steen                               | Wladimir de Vries                                      | Sportcomplex / zwembad De Boekhorst, De Haer 1             | Oosterwolde | brons en zwerfkei                                                                                                 |                                      |
| 1967      | Schakels                                      | Wladimir de Vries                                      | Scholencomplex De Kampus, Quadoelenweg 29                  | Oosterwolde | natuursteen |                                      |
| 1968      | Turnende kinderen                             | Klaas Prenger                                          | Op zijmuur gymnastieklokaal, Hoofdweg                      | Elsloo      | metaal |                                      |
| 1970      | Tegeltableau                                  | Gerrit Spijker                                         | OBS De Tjongeling, Willinge Prinsstraat                    | Oldeberkoop | keramiek | Gerrit Spijker,1970                  |
| 1975      | Snoesje                                       | Henk Belkega                                           | Oosterwoldseweg, hoek Willinge Prinsstraat                 | Oldeberkoop | staal | Snoesje van de geitefok              |
| 1976      | Stemvork des levens                           | Jan Stroosma                                           | Kuipenstreek                                               | Oosterwolde | staal | Jan Stroosma,1976                    |
| 1978      | Veenarbeidersgezin                            | Maria van Everdingen                                   | Oosterwoldseweg, hoek Eikensingel                          | Haulerwijk  | zandsteen | Veenarbeidersgezin                   |
| 1978      | De Veenwerker                                 | Eddy Roos                                              | Voor wooncomplex Riemsoord                                 | Oosterwolde | brons | Veenwerker                           |
| 1978      | Zuil                                          | Pieter van Velzen                                      | Snellingerdijk                                             | Oosterwolde | steen |                                      |
| 1979      | De Veengravers                                | Wilma Burgers                                          | Compagnonsweg, hoek Meester Lokstraat                      | Ravenswoud  | brons op een sokkel van hardsteen                                                                                 | Wilma Burgers-Gerritsen,1979         |
| 1980      | De Trilker                                    | Annet Haring                                           | Oude Wijk                                                  | Waskemeer   | brons | De trilker                           |
| 1980      | De Mande                                      | Kees Hoogendam                                         | Dorpshuis De Mande, Dorpsstraat 57                         | Haule       | keramiek | Kees Hoogendam,1980                  |
| 1985      | De hordenloper                                | Jos Mosselveld                                         | De Haer                                                    | Oosterwolde | staal |                                      |
| 1985      | Verzetsmonument                               | Jos Mosselveld en Kees Hoogendam                       | Brink                                                      | Oosterwolde | hardsteen en keramiek                                                                                             | Verzetsmonument (Oosterwolde)        |
| 1985      | De Snikke                                     | Dirk-Jan Lindeijer en Harm van Zonneveld               | Kerkstraat / Molenweg                                      | Haulerwijk  | Bronzen plaat op een doorgesneden zwerfkei                                                                        |                                      |
| 1989      | Samenwerking                                  | Maaike Klein                                           | Butenweg                                                   | Elsloo      | Roestvast stalen panelen op een ondergrond van hardsteen                                                          | Maaike Klein,1989                    |
| 1990      | De Pijp                                       | Peter Hiemstra                                         | Wemeweg                                                    | Makkinga    | keramiek | Peter Hiemstra,1990                  |
| 1991      | Land, lucht en water                          | Peter Hiemstra                                         | Molenhoek                                                  | Oldeberkoop | staal en keramiek                                                                                                 | Land,lucht en water                  |
| 1991      | De Melker                                     | Suze Boschma-Berkhout                                  | Klokhuisdijk, hoek Stokdijk                                | Langedijke  | brons | De melker                            |
| 1995      | De Klokkenluider                              | Gosse Dam                                              | Geert Wolter Smitweg (tegenover Restaurant Het Witte Huis) | Donkerbroek | brons |                                      |
| 1996      | Het haren van de zeis                         | Annet Haring(ontwerp) en Marco Goldenbeld (uitvoering) | Bovenweg                                                   | Nijeberkoop | brons en staal | Het haren van de zeis                |
| 1997      | Het Korhoen                                   | Anne Woudwijk                                          | Zuideinde                                                  | Fochteloo   | Belgisch hardsteen                                                                                                | Korhoen                              |
| 1999      | Overstikken, Dommiet (Grensmonument)          | Atte Jongstra                                          | bij sluisje in de Tjonger ten noorden van het dorp         | Nijeberkoop | graniet | Atte Jongstra,1999                   |
| 1999      | Het Onbekende Beeld ( Unknown Image)          | Allen Ruppersberg                                      | Rikkingahof 1                                              | Haule       | brons rond een boomstronk gedrapeerd                                                                              | Het Onbekende Beeld ( Unknown Image) |
| 1999      | Het Onbekende Beeld ( Unknown Image)          | Allen Ruppersberg                                      | Venekoterweg                                               | Oosterwolde | metaal | Allen Ruppersberg,1999               |
| 1999      | Het Onbekende Beeld ( Unknown Image)          | Allen Ruppersberg                                      | In vijver aan de rand van het dorp                         | Haule       | metaal | Allen Ruppersberg,1999               |
| 1999      | De Hunningdaenker                             | Carlo Mistiaen                                         | Brink                                                      | Makkinga    | brons | De hunningdaenker van Makkinga       |
| 2001      | De Schepping                                  | Gerard van Hulzen                                      | Willinge Prinsstraat                                       | Oldeberkoop | brons | De schepping                         |
| 2001      | Het leven van de slak                         | Roelie Woudwijk                                        | Oosterwoldseweg                                            | Oldeberkoop | Belgisch hardsteen                                                                                                | Het leven van de slak                |
| 2001      | Wegzeichen                                    | Klaus Grosskopf                                        | Wolvergasterweg                                            | Oldeberkoop | hout | Wegzeichen                           |
| 2002      | Platvorm                                      | Albert Oost                                            | Langekamp                                                  | Oosterwolde | brons | Albert Oost                          |
| 2004      | Útsjochpunt                                   | Ids Willemsma                                          | Weperpolder                                                | Oosterwolde | cortenstaal en glas                                                                                               | Útsjochpunt                          |
| 2004      | Het boek verzetsmonument                      | Piet Elmers                                            | Nieuwe Vaart                                               | Appelscha   | marmer |                                      |
| 2010      | Portret van Jan Hesselink                     | Gert Sennema                                           | Molenbosch                                                 | Oldeberkoop | hout | Portret van Jan Hesselink            |
| 2012      | De Spreukbank                                 | Liduin van Noord                                       | 't Oost 11 (tegenover het gemeentehuis)                    | Oosterwolde | smeedijzeren letters, verwerkt in rugleuning; de bank is van thermisch verzinkt en gepoedercoat staal in ral 9005 | De spreukbank                        |
| 2012      | Door en voor                                  | Jackie Japink                                          | Hoofdweg                                                   | Elsloo      | brons |                                      |
| 2017      | Monument voor Oldeberkoop                     | Peter Hiemstra en Henk Slomp                           | Singel / Pastoorslaantje                                   | Oldeberkoop | keramiek en cortenstaal                                                                                           | Monument voor Oldeberkoop            |
| 2018      | De coöperatieve gedachte                      | Peter Hiemstra en Beb Mulder                           | Koepelbos                                                  | Oldeberkoop | staal en keramiek                                                                                                 | De coöperatieve gedachte             |